# AFF Cup 2012
L'AFF Cup 2012, nota come AFF Suzuki Cup per motivi di sponsorizzazione, è stata la nona edizione del torneo riservato alle nazionali del Sud-Est asiatico. La fase a gironi si è svolta in Malaysia e in Thailandia dal 24 novembre al 1º dicembre 2012. Semifinali e finale si sono giocate invece con partite di andata e ritorno. Singapore ha vinto il trofeo per la quarta volta.

## Stadi
| Kuala Lumpur                 | Shah Alam         | Bangkok             | Nonthaburi       |
| ---------------------------- | ----------------- | ------------------- | ---------------- |
| Bukit Jalil National Stadium | Shah Alam Stadium | Rajamangala Stadium | SCG Stadium      |
| Capienza: 87.411             | Capienza: 69.932  | Capienza: 49.722    | Capienza: 17.500 |
| Bukit Jalil National Stadium | Shah Alam Stadium | Rajamangala Stadium |                  |

## Partecipanti

### Qualificate automaticamente
- Filippine
- Indonesia
- Malaysia
- Singapore
- Thailandia
- Vietnam

### Dal torneo di qualificazione
- Laos
- Birmania

## Primo turno

### Gruppo A
| Pos. | Squadra    | Pt | G | V | N | P | GF | GS | DR |
| ---- | ---------- | -- | - | - | - | - | -- | -- | -- |
| 1.   | Thailandia | 9  | 3 | 3 | 0 | 0 | 9  | 2  | +7 |
| 2.   | Filippine  | 6  | 3 | 2 | 0 | 1 | 4  | 2  | +2 |
| 3.   | Vietnam    | 1  | 3 | 0 | 1 | 2 | 2  | 5  | -3 |
| 4.   | Birmania   | 1  | 3 | 0 | 1 | 2 | 1  | 7  | -6 |

| Arbitro: | Andre El Haddad |

|                |           |                    |
| Lê Tấn Tài 34’ | Marcatori | 53’ (rig.) Kyi Lin |

| Arbitro: | Ryuji Sato |

|                           |           |             |
| Jakkraphan 39’ Anucha 41’ | Marcatori | 77’ Mulders |

| Arbitro: | Ma Ning |

|  |           |               |
|  | Marcatori | 86’ Caligdong |

| Arbitro: | Yaqoob Abdul Baki |

|  |           |                                   |
|  | Marcatori | 20’, 82’, 89’ Teerasil 59’ Apipoo |

| Arbitro: | Yaqoob Abdul Baki |

|                                    |           |  |
| P. Younghusband 46’ Á. Guirado 90’ | Marcatori |  |

| Arbitro: | Ryuji Sato |

|                                          |           |                      |
| Kirati 21’, 65’ Nguyễn Gia Từ 82’ (aut.) | Marcatori | 72’ Nguyễn Văn Quyết |

### Gruppo B
| Pos. | Squadra   | Pt | G | V | N | P | GF | GS | DR |
| ---- | --------- | -- | - | - | - | - | -- | -- | -- |
| 1.   | Singapore | 6  | 3 | 2 | 0 | 1 | 7  | 4  | +3 |
| 2.   | Malaysia  | 6  | 3 | 2 | 0 | 1 | 6  | 4  | +2 |
| 3.   | Indonesia | 4  | 3 | 1 | 1 | 1 | 3  | 4  | -1 |
| 4.   | Laos      | 1  | 3 | 0 | 1 | 2 | 6  | 10 | -4 |

| Arbitro: | Ng Kai Lam |

|                        |           |                                       |
| Raphael 42’ Vendry 89’ | Marcatori | 30’ (rig.) Sayavutthi 80’ Liththideth |

| Arbitro: | Valentin Kovalenko |

|  |           |                            |
|  | Marcatori | 32’, 37’ Shahril 74’ Đurić |

| Arbitro: | Ali Abdulnabi |

|                |           |  |
| Vermansyah 87’ | Marcatori |  |

| Arbitro: | Fan Qi |

|              |           |                                        |
| Sihavong 39’ | Marcatori | 16’ Safiq 67’ Safee 76’ Wan 80’ Khyril |

| Arbitro: | Ng Kai Lam |

|                                     |           |                                            |
| Ishak 45+2’, 53’ Amri 63’ Nawaz 65’ | Marcatori | 21’, 81’ (rig.) Sayavutthi 40’ Liththideth |

| Arbitro: | Valentin Kovalenko |

|                          |           |  |
| Azamuddin 27’ Mahali 30’ | Marcatori |  |

## Fase a eliminazione diretta

### Semifinali

#### Andata
| Manila 8 dicembre 2012, ore 20:00 UTC+8 | Filippine          | 0 – 0 referto | Singapore | Rizal Memorial Stadium\| Arbitro: \| Abdullah Al Hilali \| |
| Arbitro:                                | Abdullah Al Hilali |               |           |                                                            |

| Arbitro: | Mohsen Torky |

|                |           |              |
| Norshahrul 48’ | Marcatori | 79’ Teerasil |

#### Ritorno
| Arbitro: | Tan Hai |

|          |           |  |
| Amri 19’ | Marcatori |  |

| Arbitro: | Lee Min-Hu |

|                            |           |  |
| Teerasil 61’ Theeraton 65’ | Marcatori |  |

### Finale

#### Andata
| Arbitro: | Masaaki Toma |

|                                     |           |          |
| Mustafić 10’ Amri 62’ Khaizan 90+2’ | Marcatori | 59’ Adul |

#### Ritorno
| Arbitro: | Ravshan Irmatov |

|            |           |  |
| Kirati 45’ | Marcatori |  |

## Classifica marcatori
5 reti
- Teerasil Dangda

4 reti
- Shahril Ishak

3 reti
- Khampheng Sayavutthi
- Khairul Amri
- Kirati Keawsombat

2 reti
- Keoviengphet Liththideth

1 rete
- Andik Vermansyah
- Raphael Maitimo
- Vendry Mofu
- Khonesavanh Sihavong
- Azamuddin Akil
- Khyril Muhymeen
- Mahali Jasuli
- Norshahrul Idlan Talaha
- Safee Sali

- Safiq Rahim
- Wan Zack Haikal
- Kyi Lin
- Emelio Caligdong
- Ángel Guirado
- Paul Mulders
- Phil Younghusband
- Aleksandar Đurić
- Baihakki Khaizan

- Fahrudin Mustafić
- Fazrul Nawaz
- Adul Lahso
- Anucha Kitpongsri
- Apipoo Suntornpanavej
- Jakkraphan Pornsai
- Theeraton Bunmathan
- Lê Tấn Tài
- Nguyễn Văn Quyết

Autoreti
- Nguyễn Gia Từ (1, pro  Thailandia)